# I gravkammaren
I gravkammaren (engelsk originaltitel In the Vault) är en novell av den amerikanske författaren H.P. Lovecraft som skrevs i september 1925. Den utkom första gången i tidskriften Tryout i november 1925.
I en första svensk översättning utkom den 1973 i novellsamlingen "Skräckens labyrinter" och har sedan dess kommit ut i flera andra översättningar, med titlarna I gravkoret och I gravvalvet.